# Drosophila coonorensis
Drosophila coonorensis är en tvåvingeart som beskrevs av C. Adinarayana Reddy och Krishnamurthy 1973. Drosophila coonorensis ingår i släktet Drosophila och familjen daggflugor.
Artens utbredningsområde är Indien.